# Ilay Madmon
Ilay Madmon (in ebraico איליי מדמון‎?; 23 febbraio 2003) è un calciatore israeliano, centrocampista dell'Hapoel Gerusalemme.

## Caratteristiche tecniche
È un centrocampista centrale.

## Carriera

### Club
Cresciuto nel settore giovanile dell'Hapoel Be'er Sheva, debutta in prima squadra il 4 luglio 2020 giocando l'incontro di Ligat ha'Al vinto 3-1 contro l'Hapoel Haifa.

### Nazionale
Ha giocato nelle selezioni giovanili nazionali: Under-16, Under-17, Under-19 e Under-20.
Nel 2022, con la nazionale Under-19, ha conquistato un secondo posto ai campionati europei di categoria giocati in Slovacchia, perdendo la finale contro l'Inghilterra.
Il 7 maggio 2023, è stato incluso dal selezionatore Ofir Haim nella lista dei convocati della nazionale Under-20 partecipante al Mondiale di categoria in Argentina.

## Statistiche
Statistiche aggiornate al 10 dicembre 2020.

### Presenze e reti nei club
| Stagione        | Squadra            | Campionato      | Campionato | Campionato | Coppe nazionali | Coppe nazionali | Coppe nazionali | Coppe continentali | Coppe continentali | Coppe continentali | Altre coppe | Altre coppe | Altre coppe | Totale | Totale | Totale |
| Stagione        | Squadra            | Comp            | Pres       | Reti       | Comp            | Pres            | Reti            | Comp               | Pres               | Reti               | Comp        | Pres        | Reti        | Pres   | Reti   |        |
| --------------- | ------------------ | --------------- | ---------- | ---------- | --------------- | --------------- | --------------- | ------------------ | ------------------ | ------------------ | ----------- | ----------- | ----------- | ------ | ------ | ------ |
| 2019-2020       | Hapoel Be'er Sheva | LHA             | 3          | 0          | CI+TC           | 0               | 0               |                    | -                  | -                  |             | -           | -           | 3      | 0      |        |
| 2020-2021       | Hapoel Be'er Sheva | LHA             | 8          | 0          | CI+TC           | 0+1             | 0               | UEL                | 3                  | 0                  | SI          | 1           | 0           | 13     | 0      |        |
| Totale carriera | Totale carriera    | Totale carriera | 11         | 0          |                 | 1               | 0               |                    | 3                  | 0                  |             | 1           | 0           | 16     | 0      |        |

## Palmarès

### Club

#### Competizioni nazionali
- Coppa d'Israele: 1

Beitar Gerusalemme: 2022-2023